# 死に装束
死に装束/死装束（しにしょうぞく、英語：burial clothes）とは、広義には、死者に着せる装束（衣装）をいう。世界に遍在するが、時代・歴史・文化・宗教などによって様々に異なる。なお、聖骸布が有名なキリスト教圏の "shroud" （埋葬布）のように、装束でなく布を纏わせる文化も多く、それを「死に装束」とはいわない。しかし、葬儀の際に死者に着せるフューネラルドレス（英語：funeral dress）は、欧米文化における死に装束の一種といえる。
仏教文化圏における死者に着せる浄衣、すなわち、死者を僧の姿になぞらえた「経帷子（きょうかたびら）」とその別名である「経衣（きょうえ）」、生前に着ることからそのように呼ぶ「寿衣（じゅい）」なども、死に装束の一種であり、これらを狭義あるいは狭義の一つと捉えることができる。

## 日本における死に装束

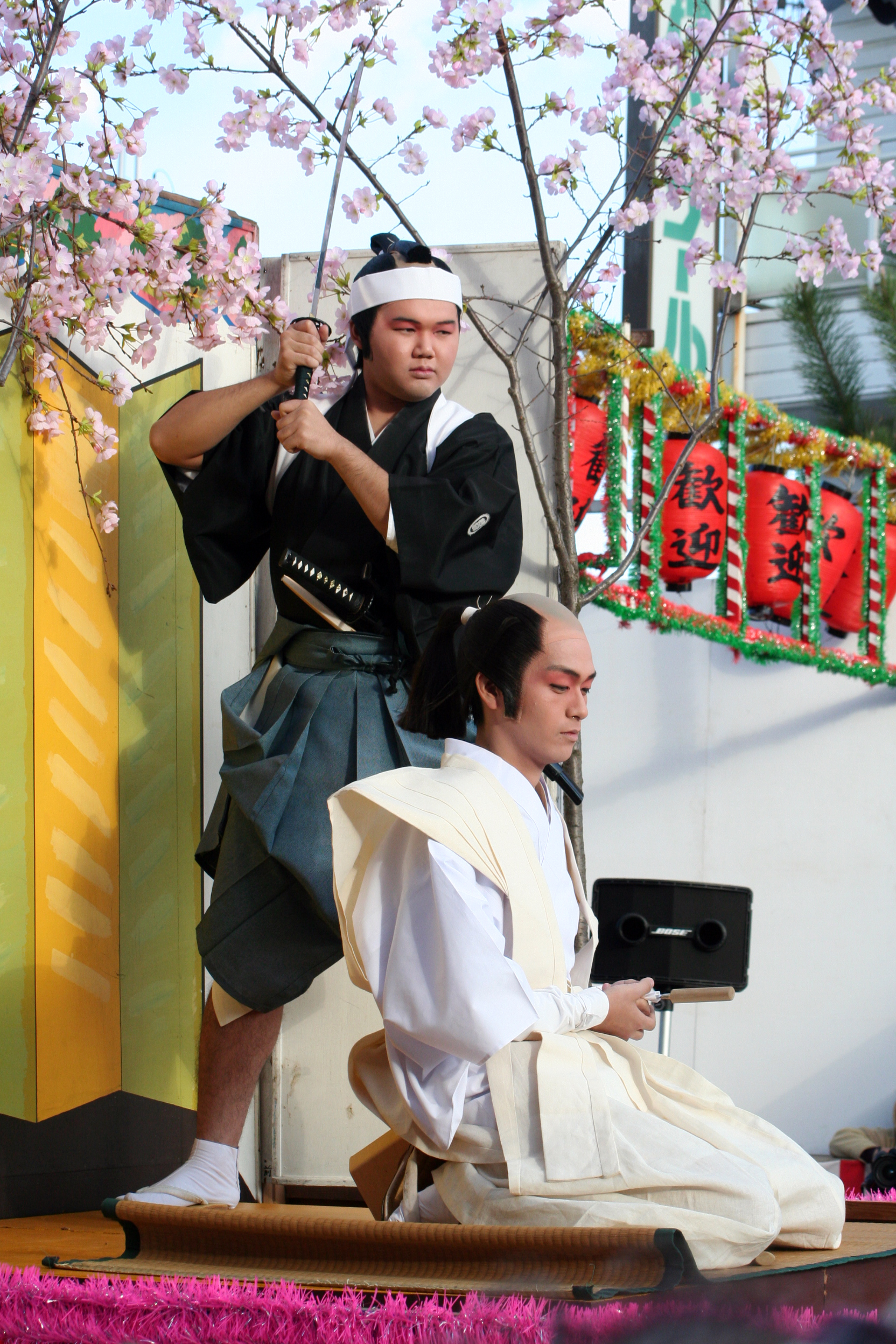
浅野内匠頭の切腹。2009年赤穂義士祭にて撮影された赤穂事件のコスプレ。浅葱ではなく白い裃を使用している。

日本では、切腹する際の装束（衣装）も「死に装束」といい、日本における伝統的な死に装束は白色を基調とすることから、切腹する際の死に装束は白装束であった。ただ、このような武士の切腹のイメージと白装束のイメージがあまりにも強く関連付けされてしまうがゆえか、「白装束」を「死に装束」の別称と誤解もあったが、実際には『荘子』の碧血の故事にちなむ浅葱色であり、新選組もこれにちなんで浅葱色の羽織を着ていたとされる。しかしながら、「白装束」には「白い衣装」という本義と、「白ずくめの衣装」という語義、「吉凶事に用いる白い衣装」という語義、および、そのようにして用いられる衣装全般の意味があるのみであって（例えば、産子のおくるみ、神主や修験者の単衣、巫女の上衣、花嫁の白無垢、切腹の際の装束、死者に着せる浄衣などなど）、武士の死に装束にも用いられてきたに過ぎないため、「死に装束」の別称とはいえず、辞典・事典類にもそのようには記載されていない。
日本においては、納棺（遺体を棺に納める）前に故人に対して施されるものであるが、多くは仏式で巡礼者または修行僧の衣装である。これは、古くから葬儀は仏式で行われ、死者が浄土へ死出の旅または善光寺などへ巡礼することを想定して用意されたもので、死出の旅を説かない浄土真宗では、このような意味での死に装束は施されない。死に装束は、古くは親族によって用意されていたが、現在では葬儀業者の用意したものを使用することが多くなった。また、遺族による希望や、故人が生前に希望した場合は特別に仕立てた死に装束を施さずに浴衣や故人が愛用していた服を着せ、特別仕立ての死に装束は遺体の上からかぶせたり、棺内に入れるだけであったりもする。
- 経帷子・帯

白地の帷子に真言や経文などを記したもの。古くは女性の親族の手によって作るとされたり、引っ張り合いながら縫う、糸には結び目をつけないなどの習俗があった。現在では葬儀社が用意した白地の経帷子が使用されることが多い。
- 宝冠、紙冠

額につける三角形の布。シハン（四半）・シホウ（紙宝）・または額（紙、布）烏帽子とも呼ばれる。死者の滅罪を願い、近親者を含んだ魔除けとする説や閻魔大王に拝謁する際の正装である烏帽子とする説などがある。死のイメージがあからさまになったり、生前の姿と掛け離れてしまうことから最近では着用しないことが多い。
起源としては大日如来の頭部にある五智の宝冠を模したものとする説。山伏がかぶる宝冠や兜巾に由来するとする説などがある。
- 頭陀袋・六文銭

頭陀袋は修行僧が托鉢の際に使用するもので、六文銭は三途の川の渡し賃とされるが、火葬の妨げになるので六文銭は現在紙に印刷されたものを使うことが多い。
- 木製の杖・手甲・脚絆・草履・編み笠

10代や20代と若くして亡くなった場合、杖は省略する場合がある。
- 数珠

なお、着用については経帷子を左前とし、手甲・脚絆・草履を左右逆（または裏返し）とすることが多い。